# Właściwy mężczyzna
Właściwy mężczyzna (wł. Il testimone dello sposo) – włoski komediodramat z 1997 roku w reżyserii Pupiego Avati. W Polsce znany też pod tytułem Świadek pana młodego.

## Główne role
- Diego Abatantuono – Angelo Beliossi
- Inés Sastre – Francesca Babini
- Dario Cantarelli – Edgardo Osti
- Cinzia Mascoli – Peppina Campeggi
- Valeria D’Obici – Olimpia Campeggi Babini
- Mario Erpichini – Sisto Babini
- Ada Maria Serra Zanetti
- Ugo Conti – Marziano Beliossi
- Nini Salerno – Sauro Ghinassi

## Fabuła
Francesca jest młodą kobietą, która ma wyjść za starszego i bogatego mężczyznę. Stojąc przed ołtarzem, zakochuje się w świadku pana młodego od pierwszego wejrzenia. I choć robi wszystko, by uniknąć jej zauroczenia, ona jest gotowa na wszystko, by unieważnić małżeństwo.

## Nagrody i nominacje
Złote Globy 1997
- Najlepszy film zagraniczny (nominacja)